# Lodovico Carracci
Lodovico Carracci či Ludovico Carracci (21. duben 1555 Bologna – 13. listopadu 1619 Bologna) byl italský malíř a grafik. Jeho učitelem byl Prospero Fontana a vedle svého rodného města se v umění zdokonaloval i v Benátkách, Florencii, Parmě a Mantově. V Bologni spolupracoval se svými bratranci Agostinem a Annibalem Carracciovými. Společně také kolem roku 1585 založili jednu z prvních malířských akademií Itálie, Accademia degli Incamminati. K Lodovicovým žákům patřili Giacomo Cavedone a Francesco Camullo.

## Život
Lodovico Carracci byl bratrancem Agostina a Annibala Carracciových. Ludovico se učil u Prospera Fontany a Passignana ve Florencii. Studijní cesty podnikl do Benátek, Florencie, Parmy a Mantovy, aby se zdokonalil v malířském umění. V Bologni spolupracoval se svými bratranci Agostinem Carraccim a Annibalem Carraccim. Společně také kolem roku 1585 založili jednu z prvních malířských akademií Itálie, Accademia degli Incamminati. K Lodovicovým žákům patřili Giacomo Cavedone a Francesco Camullo.

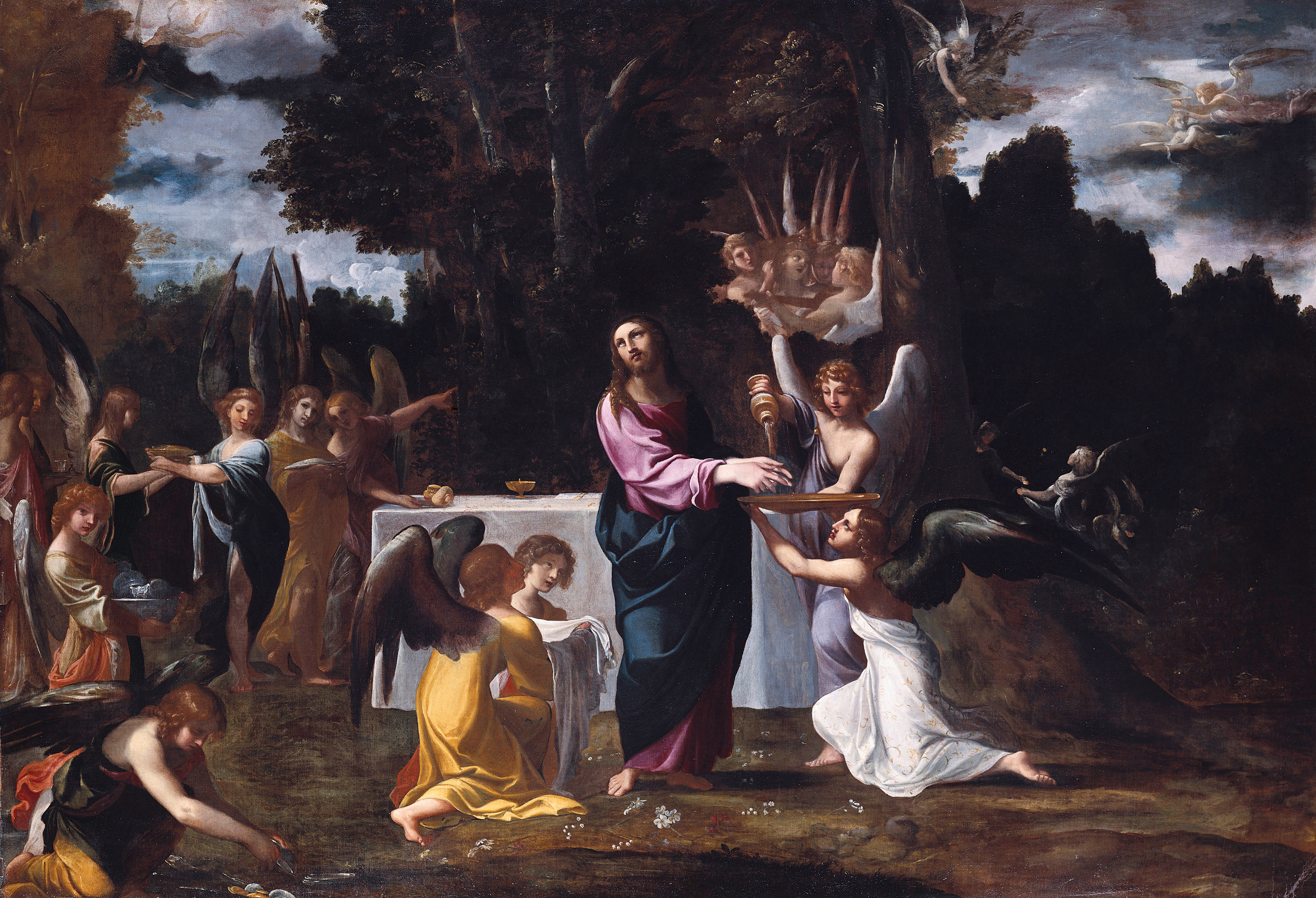
Ludovico Carracci, Andělé slouží Kristovi na poušti

Spolu se svými bratranci Ludovico pracoval v Bologni v roce 1584 na freskovém cyklu Jason a Medea v Palazzo Fava a na fresce  Historie Romula a Rema  (1590–1592) pro Palazzo Magnani v Bologni. Podíl jednotlivých spoluautorů na freskách je neznámý.
Jako nejstarší a nejzkušenější ze tří Carracciů byl Lodovico až do roku 1595 hlavou carracciovské dílny. Z jeho iniciativy byla v Bologni založena jedna z prvních malířských akademií Accademia degli desiderosa či Accademia degli incamminati. Lodovicovo realistické založení a také láska k přírodě předurčily jeho protimanýristické zaměření. Ovlivňoval tak své bratrance a později i akademii. Ve svých obrazech usiloval o vystižení přirozeného světla a odlišoval se tím od manýristických malířů. Jeho rané obrazy se vyznačují sytými barvami a přísnou, sevřenou kompozicí. V pozdějším období položil základ pro dynamický raně barokní sloh. Na tento sloh navázali Guercino a raný G. M. Crespi. Ke konci století měl Lodovico Carracci sklon ke klasicismu, po roce 1602 se po pobytu v Římě vrátil k baroknímu slohu.

## Významná díla
- Madona dei Scalzi, plátno 219 cm × 144 cm, Bologna, Pinacoteca Nazionale
- Kázání sv. Jana Křtitele, 1592, plátno 380 cm × 227 cm, Bologna, Pinacoteca Nazionale
- Ukládání Panny Marie do hrobu, 1606–9, plátno 665 cm × 345 cm, Parma Galleria Nazionale
- Nanebevzetí Panny Marie, 1606–9, plátno 665 cm × 345 cm, Parma Galleria Nazionale[1]

Ukázka prací Ludovica Carracciho
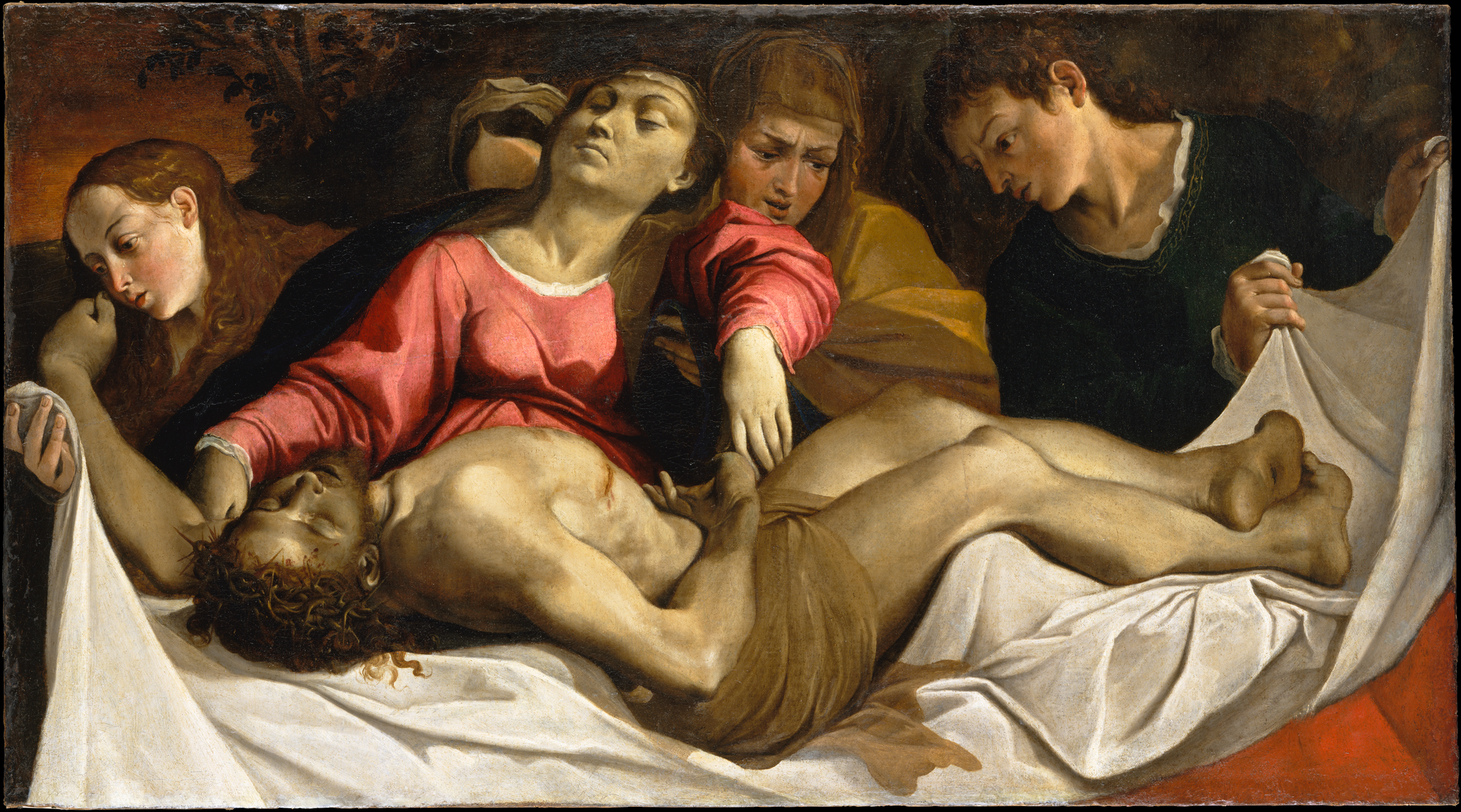
Oplakávání Krista
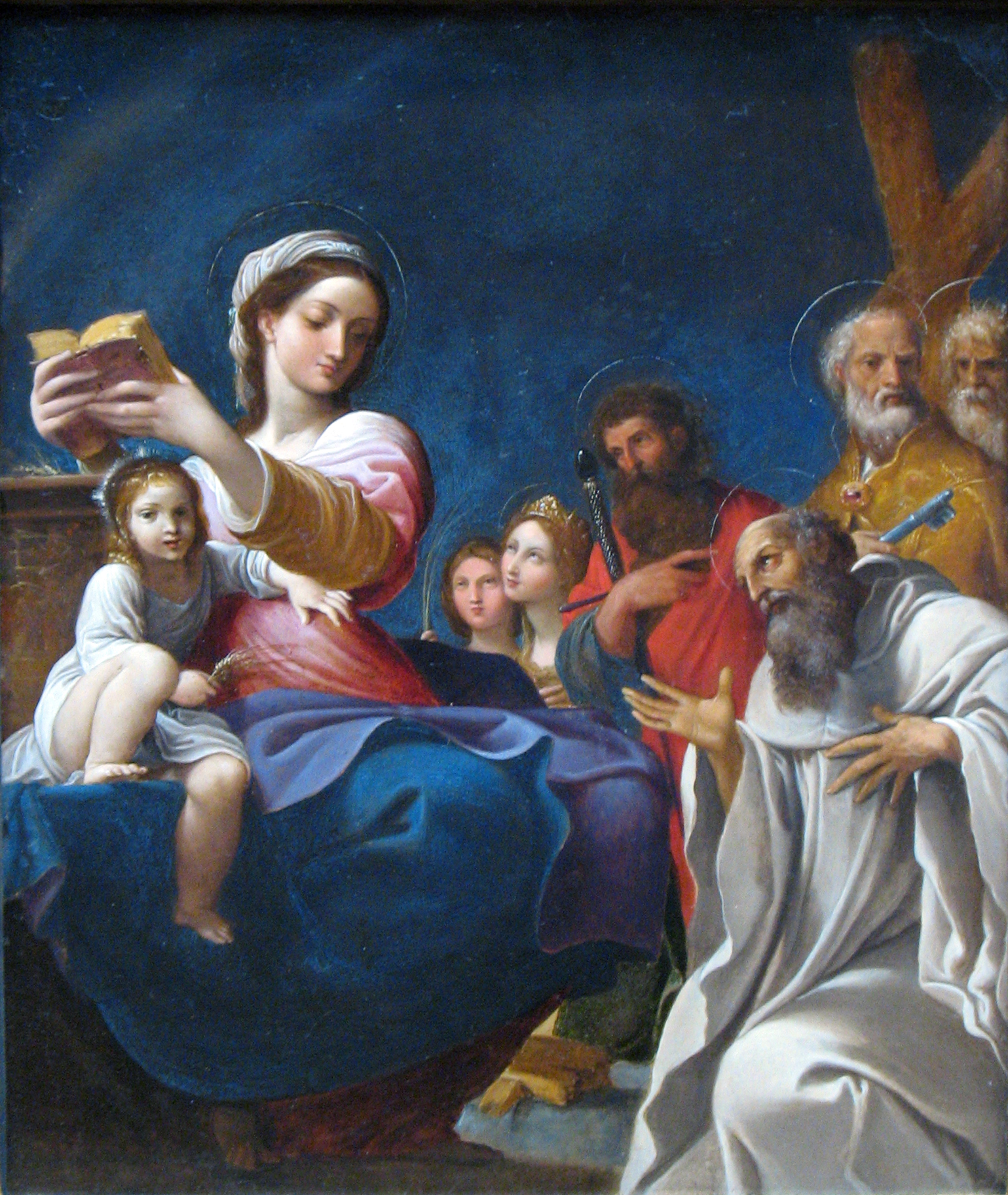
Madona s dítětem a svatými
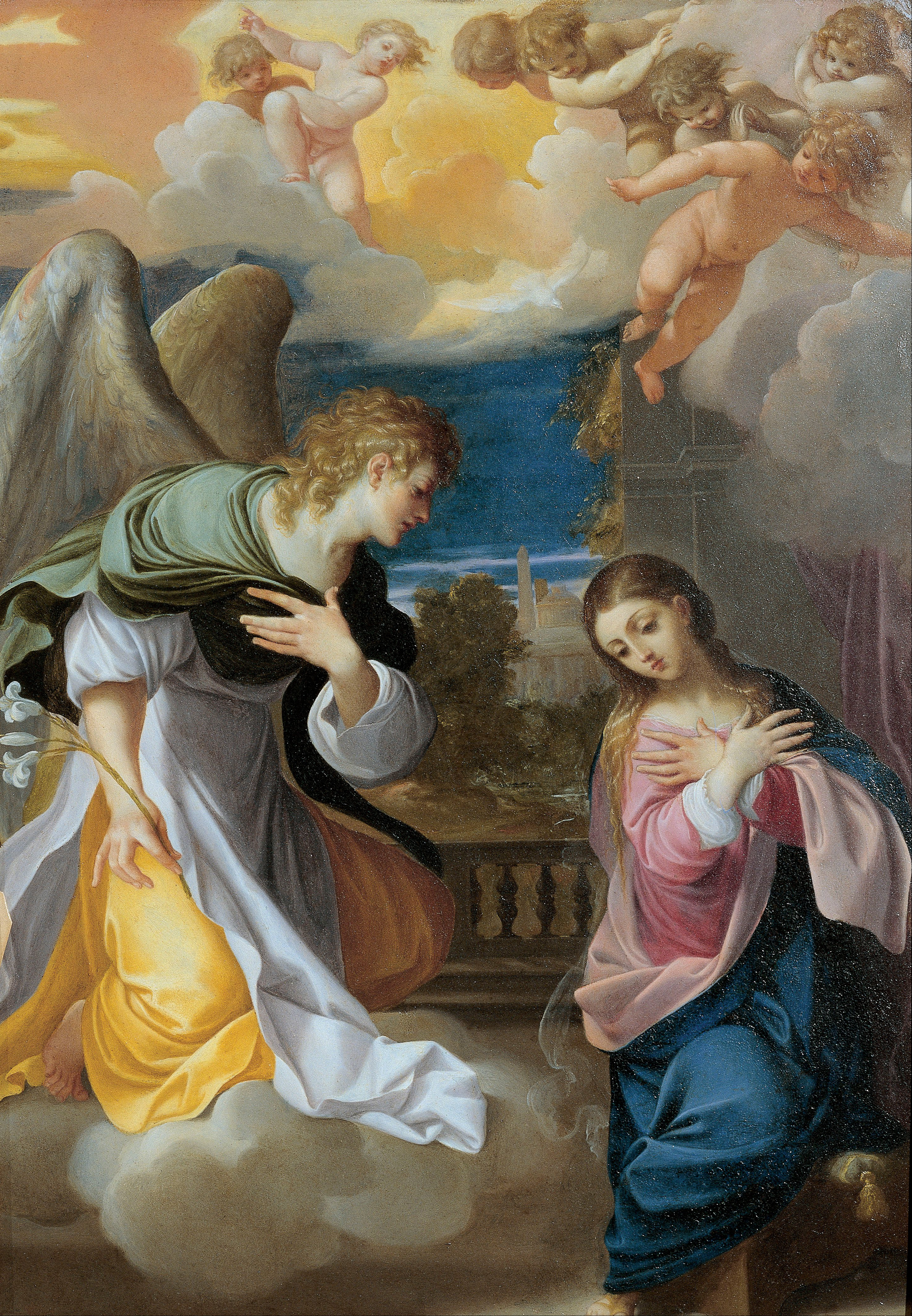
Zvěstování
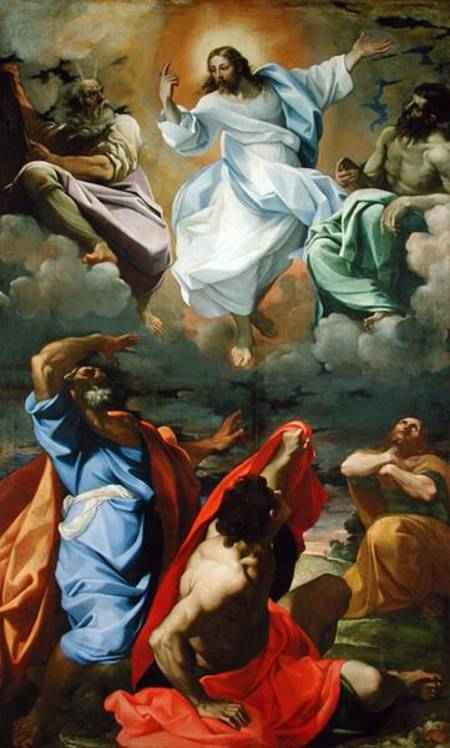
Proměnění Páně
Abraham a tři andělé